# Dirge of Cerberus: Final Fantasy VII
Dirge of Cerberus: Final Fantasy VII är ett actionrollspel till Playstation 2. Det är en uppföljare till Final Fantasy VII samt en del av projektet Compilation of Final Fantasy VII, där bland annat CGI-animen Final Fantasy VII: Advent Children, mobilspelet Before Crisis: Final Fantasy VII samt PSP-spelet Crisis Core: Final Fantasy VII ingår. Huvudpersonen i spelet är Vincent Valentine, men man kan även spela som andra rollfigurer, som Cait Sith och en grupp med främmande krigare senare i spelet.

## Handling
Tre år efter meteoritens nedslag sitter Vincent Valentine rakt framför en Makokristall där Lucrecia Crescent ligger begraven. Samtidigt hör han henne säga orden "I'm so sorry", men kan inte tyda det från kristallen. Spelet börjar med att Vincent befinner sig i Kalm när de har fest. Men festen avbryts när Deep Ground Soldier anfaller staden och för bort några invånare. Vincent måste rädda några invånare som är på väg att bli bortförda och hjälpa WRO.

## Figurer

### Tsviets
Tsviets är den högsta Elitgruppen i Deepground och dess omgivning. Alla i gruppen har namn som kommer från en färg. Zvet betyder färg på ryska. Fem figurer finns med i enspelarläget och en tillkommer under online-spelande.
Azul (アスール, Asūru)
Azul, 33 år, är en av medlemmarna i Tsviets, och känd som "Azul the Cerulean". Hans namn betyder blå på både spanska och portugisiska. Hans första framträdande är i Before Crisis där han är en vanlig man som vill gå med i SOLDIER. Hans val av vapen är en luftvärnskanon, vilket passar hans stora form. Han var en av de tre Tsviets som blev utsatta för Metamorphose-experiment, och hans form är en behemoth-liknande varelse som kallas Arch Azul. Han verkar också ha någon form av återupplivningsmateria i sin kropp som fungerar åtminstone en gång varje strid, då han återuppväcks från en dödlig skada. Azul slåss mot Vincent tre gånger innan Vincent i Chaosform genomborrar Azul med hans egen kanon. Azul hånler åt att Vincent är en större best än han själv innan han dör.
Shelke (シェルク, Sheruku)
Shelke är en ung flicka som använder sig av två energisvärd. Hon är 19 år gammal men efter all Mako hon har utsatts för ser hon mycket yngre ut. Hon är den 4:e rekryten i Tsviets och kallas för "Shelke the Transparent". Namnet Shelke betyder orange på språket urdu, och syftar på hennes orangeaktiga ögon (som hon har under stridsläge). Hon är lillasyster till Shalua, som jobbar inom WRO. Hon syns mest med Azul, då hon hjälper honom att försöka hitta och döda Vincent. Hon är den enda i Tsviets som är "färglös", något som man får reda på i flerspelarläge. Hennes egenskap kallas för SND (Synaptic Net dive; i japanska versionen: Sensitive Net Drive) vilket gör att hon kan skapa en överbliven bild av sig själv och dyka ner i ett nätverk för att få fram data från de undermedvetna planen av allt levande. Först har hon inga känslor och visar ingen hänsyn, men medan Dirge of Cerberus går mot sitt slut börjar hon förstå mer och mer vad Lucrecia säger.
Rosso (ロッソ, Rosso)
Rosso, 25 år, är den 3:e medlemmen i Tsviets, känd som "Rosso the Crimson". Hennes namn betyder röd på italienska. Rosso är född i Deepground och bär ett tveeggat vapen som är kapabelt att skjuta ut ett antal pistolskott. Rosso är farligt psykotisk som resultat av sin tid med Deepground, och njuter av att skada och döda de som hon stöter på. Hon stötte på Cloud medan WRO attackerade Midgar innan hon stötte på Vincent på toppen av Shin-Ras huvudbyggnad. Självsäker och galen ända till slutet, förnekar hon Vincent "nöjet att döda Rosso the Crimson", genom att förstöra den delen av byggnaden som hon står på, vilket får henne att störta mot sin död, skrattande. I den engelska versionen pratar hon med en märkbar rysk accent.
Nero (ネロ, Nero)
Nero, 23 år, är den andra medlemmen i Tsviets och kallas "Nero the Stable". Hans kropp är alltid täckt av mörker, och man kan som spelare inte se hans figur riktigt. Mörkret som Nero kontrollerar kan suga åt sig allt, nästan som ett svart hål. Senare i spelet får man veta att Vincent är den enda som är kapabel att gå in i och ut ur Neros mörker, därför att Vincents mörker är större och djupare. Det sägs att utstyrseln som Nero bär är för att kontrollera hans krafter. Nero betyder svart på italienska. Nero är lillebror till Weiis, det enda lyckade experimentet från en G-injektion under fosterstadiet, då deras mamma blev dragen in i mörker vid hans födelse. Nero är den som i hemlighet styrde Deepground när Weiss inte var vid medvetande. Vid det andra mötet med Vincent tar han honom till sin värld där han framställs som Archnero, då han är länkad till en spindellik maskin. Väl slagen återvänder han till sin bror, bara för att bli huggen av Weiss som är under Hojos kontroll. Efter att Weiss har blivit slagen kommer Nero fram igen och "smälter ihop" med Weiss, för att aldrig vilja separeras från honom igen. Som följd av detta dör Hojo och hans kontroll över Weiss försvinner.
Weiss (ヴァイス, Vaisu, Vice i den japanska versionen)
Weiss en mystisk SOLDIER som styr Deepground, som uppger en jakt över hela världen tre år efter meteorens fall. Weiss betyder vit på tyska. Kallas "Weiss the Immaculate" och får titeln härskare då han är den starkaste samt den första av Tsviets, och får alla Deepground soldater att följa honom av rädsla för hans styrka. han har grå/silver-spikigt hår och bär två katana-liknande gunblades. Han har alla de andra Tsviets egenskaper. Hojo invaderade Weiss kropp när han använde SND för att leta reda på ett botemedel för det viruset hans "skapare" hade gett honom för att ha kontroll över honom, som skulle döda tre dagar efter att deras signaler försvann. Hojo, i Weiss kropp, fick Deepground att hämta folk som inte hade Geostigma för att använda som ren Makoenergi för att skapa Omega. Påverkningarna från Mako gav Weiss egenskaper långt över Vincents och det var enkelt att utklassa honom. Men Vincent lyckades använda Chaoskraft för att vända på bordet och slå Weiss. När Weiss blir slagen kommer Nero fram och vill 'smälta ihop' med honom, och Weiss tvekar inte. Varken Nero eller Weiss lyssnade på Hojos order att sluta, och det var då han mötte sitt slut. Det var Nero och Weiss som sedan väckte Omegas krafter och lockade fram Vincents Chaosform helt. Weiss blev dödad av Vincent, men Weiss kropp blev bortförd av en uppväckt genesis som sa till sin "bror" att de "hade mycket att göra".